# Departamento Tafí del Valle
Das Departamento Tafí del Valle liegt im Nordwesten der Provinz Tucumán im Nordwesten Argentiniens und ist eine von 17 Verwaltungseinheiten der Provinz. Es grenzt im Norden an die Provinz Salta, im Osten an die Departamentos Trancas, Tafí Viejo, Lules und Famaillá, im Süden an das Departamento Monteros und im Westen an die Provinz Catamarca.

## Geographie
Praktisch das gesamte Departamento Tafí del Valle ist bergig und wird von zwei großen Tälern dominiert, dem Valle de Tafí und dem Valle de Yocavil. Letzteres gehört zu den Valles Calchaquíes.

## Bevölkerung
Laut letzter Volkszählung hat das Departamento Tafí del Valle 13.883 Einwohner (INDEC, 2001). Eine Schätzung des INDEC aus dem Jahre 2005 weist einen Anstieg auf 16.149 Einwohner aus.

## Tourismus
Auf dem Gebiet des Departamento Tafí del Valle befinden sich drei der wichtigsten Tourismusdestinationen der Provinz: Tafí del Valle, El Mollar und die Ruinen von Quilmes.

## Städte und Gemeinden
Das Departamento Tafí del Valle ist in folgende Gemeinden unterteilt:
- Amaicha del Valle
- Colalao del Valle
- El Mollar
- Tafí del Valle